# Abdou
Abdou ist ein westafrikanischer männlicher Vorname.

## Herkunft und Bedeutung
Abdou ist eine in West- und Nordafrika verbreitete Variante vom arabischen Namen Abduh. Der Name wird vom Element عبد 'abd abgeleitet und bedeutet „sein Diener“.

## Namensträger

### Vorname
- Abdou Daouda (1959–2009), nigrischer Politiker
- Abdou Diouf (* 1935), senegalesischer Politiker
- Abdou Gaoh (1922–1992), nigrischer Politiker
- Abdou Hamani (* 1942), nigrischer Sprachwissenschaftler und Politiker
- Abdou Jammeh (* 1986), gambischer Fußballspieler
- Abdou Kaza (* 1953), nigrischer General und Politiker
- Abdou Mbacké Thiam (* 1992), senegalesischer Fußballspieler
- Abdou Sall (* 1980), senegalesischer Fußballspieler
- Abdou Sidikou (1927–1973), nigrischer Politiker und Diplomat
- Abdou Traoré (Fußballspieler, 1988), malischer Fußballspieler
- Abdou Razack Traoré (* 1988), ivorischer Fußballspieler

### Familienname
- Abdulrahman Abdou (* 1972), katarischer Fußballschiedsrichter
- Ahmed Abdou (* 1936), komorischer Politiker
- Amir Abdou (* 1972), französisch-komorischer Fußballtrainer
- Fayza Issaka Abdou Kerim (* 1996), togolesische Leichtathletin
- Hassan Abdou (* 1973), komorischer Leichtathlet
- Hassane Abdou (* 1978), nigrischer Fußballschiedsrichter
- Issaka Abdou (* 1980), nigrischer Fußballspieler
- Justin Abdou (* 1971), kanadischer Ringer
- Mirag Abdoul Razak (* 1990), burundischer Fußballspieler
- Moustafa Ismail Abdou (* 1953), ägyptischer Fußballspieler
- Nadjim Abdou (* 1984), komorischer Fußballspieler
- Raouf Abdou (* 1981), ägyptischer Moderner Fünfkämpfer
- Mohamed Abdou El-Souad (* 1968), ägyptischer Moderner Fünfkämpfer
- Sakina Abdou (* 1984), französische Musikerin